# أندر روماراتي
أندر روماراتي (بالإسبانية: Ander Romarate)‏ (مواليد 14 يونيو 1994) هو سبّاح إسباني، مثّل بلاده في الألعاب البارالمبية الصيفية 2012.